# خدعة البالون

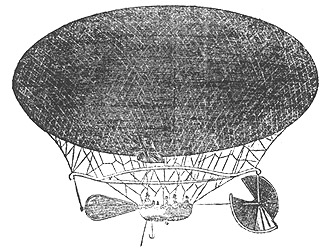
رسم لبالون فيكتوريا والذي رافق المقالة

«خدعة البالون» (بالإنجليزية: The Balloon-Hoax)‏ هو عنوان استخدم في مجموعات ومختارات من المقالات الصحفية التي كتبها إدغار ألان بو، ونشرت لأول مرة في 1844. يفصل العمل رحلة رجل أوروبي يدعى مونك ماسون عبر المحيط الأطلسي في ثلاثة أيام فقط في بالون غازى، وقدمت في الأصل كقصة حقيقية. تم الكشف لاحقا على القصة باعتبارها خدعة وتم سحبها بعد ذلك بيومين.
طُبعت القصة لأول مرة في صحيفة ذا صن في نيويورك. قدم المقال رواية مفصلة ومعقولة للغاية  عن رحلة بالون أخف من الهواء قام بها عالم البالون الأوروبي مونك ماسون عبر المحيط الأطلسي واستغرقت 75 ساعة، إلى جانب رسم تخطيطي ومواصفات للمركبة.
ربما كان بو قد استلهم الفكرة، أو جزءا منها، من خدعة صحفية سابقة معروفة باسم «خدعة القمر العظيمة»، نُشرت في نفس الصحيفة في عام 1835. وكان أحد المؤلفين المشتبه بهم في تلك الخدعة، ويدعى ريتشارد آدمز لوك، هو محرر بو في تم زمن نشر «خدعة القمر». كان بو قد اشتكى لمدة عقد من الزمان من أن خدعة القمر في الصحيفة سرقت فكرتها من قصة «مغامرة لا مثيل لها لرجل يدعى هانز بفال»، وهي إحدى قصص بو الأقل نجاحًا. شعر بو بأن ذا صحيفة صن حققت أرباحًا هائلة من قصته دون أن تمنحه سنتًا.
نشرت القصة لأول مرة في 13 أبريل 1844 في نيويورك صن.

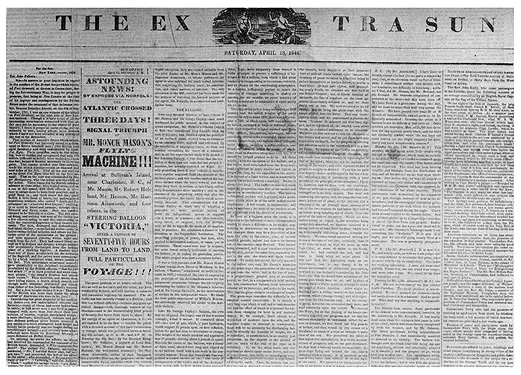
عدد 13 أبريل 1844 من نيويورك صن الذي تضمن أول مقال